# إتش تي سي أتش دي 7
إتش تي سي أتش دي 7 (بالإنجليزية: HTC HD7) هو هاتف ذكي من إتش تي سي يعمل بنظام ويندوز فون.

## الخصائص
- نظام التشغيل: ويندوز فون
- الشاشة: شاشة لمس 480×800 16 مليون لون
- الوزن: 162 غرام
- المعالج: 1 جيجا هرتز
- الذاكرة: 8 جيجابايت

## الحجم
68 ملم
(2.68 بوصة)11.2 ملم
(0.44 بوصة)122 ملم
(4.8 بوصات)

## الوزن
162 جرام (5.7 أونصة) مع البطارية

## الشاشة
النوع: شاشة تعمل باللمس مع إمكانية الضغط للتكبير/التصغير
الحجم: 4.3 بوصات
الدقة: 480 x 800 WVGA
حجم الشاشة: 109 ملم (4.3 بوصة)
المواصفات المفصلة
سرعة معالجة CPU
1 جيجا هرتز
التخزين
الذاكرة الداخلية: 8 جيجا بايت (أوروبا)، 16 جيجا بايت (آسيا)
ROM: 512 ميجا بايت
RAM: 576 ميجا بايت
الموصلات
موصل صوت استيريو 3.5 ملم
micro-USB قياسي micro-USB 2.0 (ذو 5 دبابيس)
المستشعرات
G-Sensor
البوصلة الرقمية
مستشعر القرب
مستشعر الضوء المحيط
HTC Hub
Weather وStocks وConverter وPhoto Enhancer وSound Enhancer والمزيد
التطبيقات والألعاب القابلة للتطبيق
الوسائط المتعددة 1
شاهد الصور من الكاميرا الخاصة بك وحسابات Facebook® و Windows Live™ في Pictures Hub
يتيح لك Music and Videos Hub من Zune® الاستماع إلى الراديو وتنزيل الموسيقى والمزيد
صوت محيط Dolby Mobile وSRS
تنسيقات الصوت المدعومة:
.m4a، .m4b، .mp3، .wma (Windows Media Audio 9)
تنسيقات الفيديو المدعومة:
التشغيل:.3gp، .3g2، .mp4، .m4v، .mbr، .wmv (Windows Media Video 9 and VC-1)
التسجيل:.mp4
الطاقة والبطارية 2

## نوع البطارية
بطارية ليثيوم أيون قابلة لإعادة الشحن
السعة: 1230 ميلي أمبير في الساعة
وقت الحديث:
WCDMA: ما يصل إلى 320 دقيقة
GSM: ما يصل إلى 380 دقيقة
وقت الاستعداد3:
WCDMA: ما يصل إلى 320 ساعة
GSM: ما يصل إلى 310 ساعة
الشبكة 4
أوروبا:
HSPA/WCDMA: 900/2100 ميجا هرتز
GSM: 850/900/1800/1900 ميجا هرتز
آسيا والمحيط الهادي:
HSPA/WCDMA: 900/2100 ميجا هرتز
GSM: 850/900/1800/1900 ميجا هرتز
المنصة 5
Windows® Phone OS 7

## الكاميرا
كاميرا ملونة 5 ميجا بكسل
تركيز تلقائي وفلاش LED ثنائي
تسجيل فيديو 720p HD
مناظر متضمنة تشمل الغسق والمناظر الطبيعية والصور الشخصية التي توافق بيئة موضوعك
الإنترنت6
3G:
سرعة تنزيل تصل إلى 7.2 ميجا بايت في الثانية
سرعة إيداع تصل إلى 2 ميجا بايت في الثانية
GPRS:
تنزيل يصل إلى 114 كيلو بايت في الثانية
EDGE:
تنزيل يصل إلى 560 كيلو بايت في الثانية
Wi-Fi®:
Wi-Fi®: IEEE 802.11 b/g/n
Bluetooth®
Bluetooth® 2.1 مع معدل بيانات محسن
A2DP لسماعات الرأس الاستريو اللاسلكية
ملفات التعريف الأخرى المدعومة: AVRCP، HFP، HSP، PBAP
الشبكات الاجتماعية
Facebook® وWindows Live™
شارك الصور على Facebook® أو Windows Live™ SkyDrive®
الموقع
هوائي GPS داخلي
Bing™ Maps
المميزات الخاصة
مع حامل دوار
أضف الطابع الشخصي على هاتفك باستخدام مربعات (Live Tiles) التي تحدث جميع المعلومات الرئيسية بصورة فعالة من شاشة Start
اختر من بين آلاف مربعات الفيديو ومسارات الموسيقى عبر خدمات Zune® المدمجة
قم بتشغيل ألعاب الفيديو بجودة الكونسول باستخدام XBox LIVE® المدمج
متطلبات نظام Windows الموصى بها
Windows® 7 أو Windows Vista® أو Windows® XP
برنامج Zune®
يمكنك تشغيل فيديو بتنسيق .3gp أو .3g2 إذا كان مرفقًا بالبريد الإلكتروني أو كان جزءًا من رسالة MMS فقط.
معلومات عن الجهاز[وصلة مكسورة]

## وصلات خارجية
- الموقع الإلكتروني